# Armeria icarica
Armeria icarica är en triftväxtart som beskrevs av Edm. Armeria icarica ingår i släktet triftar, och familjen triftväxter. Inga underarter finns listade i Catalogue of Life.